# Leichtathletik-Halleneuropameisterschaften 2019/Teilnehmer (Frankreich)
| Gelbes Symbol für Goldmedaillen mit stilisierten Olympischen Ringen | Graues Symbol für Silbermedaillen mit stilisierten Olympischen Ringen | Braundes Symbol für Bronzemedaillen mit stilisierten Olympischen Ringen |
| ------------------------------------------------------------------- | --------------------------------------------------------------------- | ----------------------------------------------------------------------- |
| —                                                                   | 2                                                                     | 3                                                                       |

Aus Frankreich nahmen 20 Athletinnen und 25 Athleten bei den Leichtathletik-Halleneuropameisterschaften 2019 in Glasgow teil, die fünf Medaillen (2 × Silber und 3 × Bronze) errangen sowie einen Landesrekord einstellten.
Das Auswahlkomitee des Französischen Leichtathletikverbandes (FFA) hatte zunächst 47 Sportlerinnen und Sportler ausgewählt. Wegen nicht ausgeheilter Verletzung konnten Renaud Lavillenie (Oberschenkel) und Orlann Ombissa-Dzangue (Kniesehne) letztendlich nicht teilnehmen.

## Ergebnisse

### Frauen

#### Laufdisziplinen
| Athletin | Disziplin         | Vorlauf     | Vorlauf | Halbfinale         | Halbfinale         | Finale             | Finale             |
| Athletin | Disziplin         | Zeit        | Platz   | Zeit               | Platz              | Zeit               | Platz              |
| --- | ----------------- | ----------- | ------- | ------------------ | ------------------ | ------------------ | ------------------ |
| Nasrane Bacar | 60 m              | 7,46 s      | 34      | nicht qualifiziert | nicht qualifiziert | nicht qualifiziert | nicht qualifiziert |
| Carolle Zahi | 60 m              | 7,29 s      | 10      | 7,35 s             | 13                 | nicht qualifiziert | nicht qualifiziert |
| Amandine Brossier | 400 m             | 53,40 s     | 21      | 54,56 s            | 17                 | nicht qualifiziert | nicht qualifiziert |
| Agnès Raharolahy | 400 m             | 53,21 s     | 16      | 53,43 s            | 13                 | nicht qualifiziert | nicht qualifiziert |
| Déborah Sananes | 400 m             | 53,05 s     | 12      | 53,34 s            | 11                 | nicht qualifiziert | nicht qualifiziert |
| Rénelle Lamote | 800 m             | 2:03,54 min | 8       | 2:02,94 min        | 4                  | 2:03,00 min        | Silber             |
| Charlotte Pizzo | 800 m             | 2:06,93 min | 21      | nicht qualifiziert | nicht qualifiziert | nicht qualifiziert | nicht qualifiziert |
| Ophélie Claude-Boxberger | 3000 m            | –––         | –––     | –––                | –––                | 9:19,55 min        | 15                 |
| Sacha Alessandrini | 60 m Hürden       | 8,28 s      | 19      | nicht qualifiziert | nicht qualifiziert | nicht qualifiziert | nicht qualifiziert |
| Solène Ndama | 60 m Hürden       | 8,04 s      | 2       | 8,09 s             | 9                  | nicht qualifiziert | nicht qualifiziert |
| Awa Sene | 60 m Hürden       | 8,30 s      | 20      | nicht qualifiziert | nicht qualifiziert | nicht qualifiziert | nicht qualifiziert |
| Déborah Sananes, Amandine Brossier, Kalyl Amaro, Agnès Raharolahy nicht eingesetzt: Louise-Anne Bertheau, Nina Brino, Kellya Pauline | 4 × 400 m Staffel | –––         | –––     | –––                | –––                | 3:32,12 min        | 4                  |

#### Sprung/Wurf
| Athletin               | Disziplin      | Qualifikation | Qualifikation | Finale             | Finale             |
| Athletin               | Disziplin      | Höhe/Weite    | Platz         | Höhe/Weite         | Platz              |
| ---------------------- | -------------- | ------------- | ------------- | ------------------ | ------------------ |
| Prisca Duvernay        | Hochsprung     | 1,89 m        | 16            | nicht qualifiziert | nicht qualifiziert |
| Ninon Guillon-Romarin  | Stabhochsprung | 4,60 m        | 6             | 4,65 m             | 7                  |
| Éloyse Lesueur-Aymonin | Weitsprung     | 6,37 m        | 13            | nicht qualifiziert | nicht qualifiziert |
| Jeanine Assani-Issouf  | Dreisprung     | 13,74 m       | 11            | nicht qualifiziert | nicht qualifiziert |
| Rouguy Diallo          | Dreisprung     | 14,10 m       | 6             | 14,18 m            | 7                  |

#### Fünfkampf
| Athletin     | Disziplin | 60 m Hürden | Hochsprung | Kugelstoßen | Weitsprung | 800 m       | Punkte   | Platz  |
| ------------ | --------- | ----------- | ---------- | ----------- | ---------- | ----------- | -------- | ------ |
| Solène Ndama | Ergebnis  | 8,09 s      | 1,78 m     | 14,23 m     | 6,21 m     | 2:11,92 min | 4723 =NR | Bronze |
| Solène Ndama | Punkte    | 1109        | 953        | 809         | 915        | 937         | 4723 =NR | Bronze |

### Männer

#### Laufdisziplinen
| Athlet | Disziplin         | Vorlauf        | Vorlauf | Halbfinale         | Halbfinale         | Finale             | Finale             |
| Athlet | Disziplin         | Zeit           | Platz   | Zeit               | Platz              | Zeit               | Platz              |
| --- | ----------------- | -------------- | ------- | ------------------ | ------------------ | ------------------ | ------------------ |
| Amaury Golitin                                                                                                   | 60 m              | 6,74 s         | 13      | 6,67 s             | 7                  | 6,67 s             | 6                  |
| Marvin René | 60 m              | 6,78 s         | 22      | 6,71 s             | 10                 | nicht qualifiziert | nicht qualifiziert |
| Fabrisio Saïdy                                                                                                   | 400 m             | 46,99 s        | 2       | 47,07 s            | 6                  | 46,80 s            | 5                  |
| Nasredine Khatir                                                                                                 | 800 m             | 1:48,90 min    | 12      | nicht qualifiziert | nicht qualifiziert | nicht qualifiziert | nicht qualifiziert |
| Aymeric Lusine                                                                                                   | 800 m             | 1:49,62 min    | 22      | 1:49,48 min        | 4                  | nicht qualifiziert | nicht qualifiziert |
| Mehdi Belhadj | 1500 m            | 3:48,30 min    | 15      | –––                | –––                | nicht qualifiziert | nicht qualifiziert |
| Samir Dahmani | 1500 m            | 3:47,69 min    | 12      | –––                | –––                | nicht qualifiziert | nicht qualifiziert |
| Simon Denissel                                                                                                   | 1500 m            | 3:43,79 min    | 4       | –––                | –––                | 3:45,50 min        | 5                  |
| Djilali Bedrani                                                                                                  | 3000 m            | 7:51,30 min    | 3       | –––                | –––                | 7:58,40 min        | 4                  |
| Jimmy Gressier                                                                                                   | 3000 m            | 7:51,45 min PB | 5       | –––                | –––                | 8:00,89 min        | 7                  |
| Yoann Kowal | 3000 m            | 7:55,42 min    | 11      | –––                | –––                | 8:02,85 min        | 9                  |
| Wilhem Belocian                                                                                                  | 60 m Hürden       | 7,69 s         | 8       | 7,66 s             | 6                  | 7,68 s             | 7                  |
| Aurel Manga | 60 m Hürden       | 7,64 s         | 4       | 7,63 s             | 3                  | 7,63 s             | Bronze             |
| Pascal Martinot-Lagarde                                                                                          | 60 m Hürden       | 7,64 s         | 3       | 7,64 s             | 4                  | 7,61 s             | Silber             |
| Mame-Ibra Anne, Thomas Jordier, Nicolas Courbière, Fabrisio Saïdy nicht eingesetzt: Victor Coroller, Lidji Mbaye | 4 × 400 m Staffel | –––            | –––     | –––                | –––                | 3:07,71 min        | Bronze             |

#### Sprung/Wurf
| Athlet               | Disziplin      | Qualifikation | Qualifikation | Finale             | Finale             |
| Athlet               | Disziplin      | Höhe/Weite    | Platz         | Höhe/Weite         | Platz              |
| -------------------- | -------------- | ------------- | ------------- | ------------------ | ------------------ |
| Axel Chapelle        | Stabhochsprung | 5,50 m        | 10            | nicht qualifiziert | nicht qualifiziert |
| Alioune Sene         | Stabhochsprung | 5,35 m        | 14            | nicht qualifiziert | nicht qualifiziert |
| Jean-Pierre Bertrand | Weitsprung     | NM            | –             | nicht qualifiziert | nicht qualifiziert |
| Kevin Luron          | Dreisprung     | 16,65 m SB    | 5             | 16,63 m            | 5                  |
| Yoann Rapinier       | Dreisprung     | 16,5 m        | 7             | 16,72 m            | 4                  |

#### Siebenkampf
| Athlet        | Disziplin | 60 m   | Weitsprung | Kugelstoßen | Hochsprung | 60 m Hürden | Stabhochsprung | 1000 m | Punkte | Platz |
| ------------- | --------- | ------ | ---------- | ----------- | ---------- | ----------- | -------------- | ------ | ------ | ----- |
| Basile Rolnin | Ergebnis  | 7,13 s | 7,44 m     | 15,17 m     | 2,04 m     | DNS         | –              | –      | DNF    | –     |
| Basile Rolnin | Punkte    | 837    | 920        | 800         | 840        | –           | –              | –      | DNF    | –     |